# آن در ویندی پاپلز (فیلم)
آن در ویندی پاپلز (انگلیسی: Anne of Windy Poplars) یک فیلم است که در سال ۱۹۴۰ منتشر شد.